# Auchmis comma
Auchmis comma är en fjärilsart som beskrevs av Ignaz Schiffermüller 1775. Auchmis comma ingår i släktet Auchmis och familjen nattflyn. Inga underarter finns listade i Catalogue of Life.